# Габріел Бузанелло
Габріел Дал Туе Бузанелло або просто Бузанелло (порт.-браз. Gabriel Dal Toé Busanello / Busanello; нар. 29 жовтня 1998, Федеріку-Вестфален, Ріу-Гранді-ду-Сул, Бразилія) — бразильський футболіст, лівий захисник клубу «Мальме».

## Життєпис

### «Уніау Фредерікенсі»
Народився та виріс у районі Кастеліньо, міста Федеріку-Вестфален (штат Ріу-Гранді-ду-Сул). Футболом розпочав займатися в місцевому клубі «Греміу Еспортіву», за який вболівав його батько та дідусь.
Після виступів за юнацькі команду клубу Габріел Бузанелло розкрився в повній мірі 2015 року в Уніау Фредерікенсе. У команді був одним з провідних гравців, яка під керівництвом Марселу Караньяту виграла Кубок Валміра Луружа 2015.
За Бузанелло почали стежити декілька скаутів з різних команд у матчах Серії A2 Ліги Гаушу 2016. У складі «Уніау Фредерікенсі» загалом провів 28 матчів.

### «Шапекоенсе»
Завдяки вдалим виступам за «Уніау Фредерікенсі», на Габріеля звернули увагу деякі бразильські клуби, у тому числі й «Флуміненсе», «Фігейренсе», «Атлетіку Паранаенсі» та «Палмейрас». Але юний талант 2016 року обрав «Шапекоенсе», де спочатку виступав за молодіжну команду (U-20). На початку 2017 року напередодні старту команди в Лізі Катаріненсе головний тренер «Шапе» Вагнер Мансіні перевів Бузанелло до першої команди.
Дебютував за «Шапекоенсе» 9 лютого 2017 року в стартовому складі програного (0:2) виїзного поєдинку Прімейра-Ліги проти «Крузейро». Вище вказаний матч так і залишився єдиним для захисника під час його першого періоду перебування в клубі з Санта-Катаріни.

### Повернення в «Уніау Фредерікенсі»
16 січня 2019 року стало відомо, що Бузанелло повернеться в «Уніау Фредерікенсі» на правах оренди. Дебютував за команду після свого повернення 20 лютого 2019 року в програному (0:1) поєдинку Серії A2 Ліги Гаушу проти «Пассо-Фундо». 14 березня 2019 року відзначився першим голом за «Уніау», в переможному (2:1) виїзному поєдинку проти «Тупі».
Під час свого другого періоду перебування в «Уніау Фредерікенсі» Габріел Бузанелло провів 12 матчів та відзначився одним голом, а його команда вибула за підсумками першого етапу Серії A2 Ліги Гаушу 2019 року.

### «Ерсіліу Луж»
2 травня 2019 року відданий в оренду «Ерсіліу Лужу», який виступав у бразильській Серії D 2019 року (четвертий дивізіон чемпіонату Бразилії).

### «Пелотас»
15 липня 2019 року перейшов в оренду до «Пелотаса». Дебютував за нову команду 17 серпня в переможному (3:0) поєдинку Кубку Гаушу проти «12 Ораша». Першим голом за команду зі штату Ріу-Гранді-ду-Сул відзначився 23 жовтня 2019 року в переможному поєдинку проти «Круж Альти», в якому встановив остаточний рахунок 4:0.
Загалом у команді провів 16 матчів та відзначився одним голом. Виступав за команду у Кубку Гаушу 2019, в матчах якого виходив здебільшого у стартовому складі, та Суперкубку Гаушу 2020.

### Повернення в «Шапекоенсе»
8 травня 2020 року повернувся до «Шапекоенсе». Вперше після повернення зіграв 6 вересня 2020 року в переможному (1:0) домашньому поєдинку Серії B проти «Аваї», в якому вийшов у стартовому складі. 18 вересня відзначився першим голом за «Шапекоенсе», у нічийному (1:1) виїзному матчі проти «Наутіко».
Після захворювання Алана Рашела на COVID-19 декілька разів потрапляв до стартового складу та своїм прогресом завоював довіру тренерського штабу. Успішна гра Габріеля спонукали «Шапекоенсе» розпочати переговори про продовження контракту, угода була укладена 11 листопада 2020 року, за яким Бузанелло повинен був залишатися в команді до грудня 2022 року. Окрім продовження контракту, який раніше діяв до вересня 2021 року, «Шапекоенсе» прописав відступні за перехід захисника у розмірі 40 мільйонів реалів. Причина такого вчинку полягає в тому, щоб уникнути втрати гравця без фінансової компенсації, особливо у вирішальний момент.

### «Дніпро-1»
9 лютого 2022 року його віддали оренду до кінця календарного року з правом викупу в «Дніпро-1».

## Стиль гри
Габріел Бузанелло – лівий захисник, виділяється своєю фізичною силою, потужним ударом і легкістю в атаках. Виділяється як виконавець штрафних ударів, забив більшість своїх м'ячів саме зі штрафних ударів. Також може зіграти попереду, як лівий півзахисник, за схемою 3-4-3 з крайніми захисниками в півзахисті.

## Статистика виступів

### Клубна
Станом на 25 жовтня 2021
| Клуб                          | Сезон             | Ліга                | Ліга  | Ліга | Кубок штату | Кубок штату | Кубок | Кубок | Континентальні | Континентальні | Інші  | Інші | Загалом | Загалом |
| Клуб                          | Сезон             | Дивізіон            | Матчі | Голи | Матчі       | Голи        | Матчі | Голи  | Матчі          | Голи           | Матчі | Голи | Матчі   | Голи    |
| ----------------------------- | ----------------- | ------------------- | ----- | ---- | ----------- | ----------- | ----- | ----- | -------------- | -------------- | ----- | ---- | ------- | ------- |
| «Уніау Фредерікенсі»          | 2015              | Ліга Гаушу          | —     | —    | 0           | 0           | —     | —     | —              | —              | 6     | 0    | 6       | 0       |
| «Уніау Фредерікенсі»          | 2016              | Серія A2 Ліги Гаушу | —     | —    | 22          | 0           | —     | —     | —              | —              | —     | —    | 22      | 0       |
| «Уніау Фредерікенсі»          | Загалом           | Загалом             | —     | —    | 22          | 0           | —     | —     | —              | —              | 6     | 0    | 28      | 0       |
| «Шапекоенсе»                  | 2017              | Серія A             | 0     | 0    | 0           | 0           | 0     | 0     | —              | —              | 1     | 0    | 1       | 0       |
| «Шапекоенсе»                  | 2020              | Серія B             | 16    | 2    | —           | —           | 0     | 0     | —              | —              | —     | —    | 16      | 2       |
| «Шапекоенсе»                  | 2021              | Серія A             | 20    | 1    | 16          | 1           | 2     | 0     | —              | —              | —     | —    | 38      | 2       |
| «Шапекоенсе»                  | Загалом           | Загалом             | 36    | 3    | 16          | 1           | 2     | 0     | —              | —              | 1     | 0    | 55      | 4       |
| «Уніау Фредерікенсі» (оренда) | 2019              | Серія A2 Ліги Гаушу | —     | —    | 12          | 1           | —     | —     | —              | —              | —     | —    | 12      | 1       |
| «Ерсіліу Луж» (оренда)        | 2019              | Серія D             | 0     | 0    | —           | —           | —     | —     | —              | —              | —     | —    | 0       | 0       |
| «Пелотас» (оренда)            | 2019              | Ліга Гаушу          | —     | —    | 0           | 0           | —     | —     | —              | —              | 14    | 1    | 14      | 1       |
| «Пелотас» (оренда)            | 2020              | Серія D             | 0     | 0    | 2           | 0           | —     | —     | —              | —              | 0     | 0    | 2       | 0       |
| «Пелотас» (оренда)            | Загалом           | Загалом             | 0     | 0    | 2           | 0           | —     | —     | —              | —              | 14    | 1    | 16      | 1       |
| Усього за кар'єру             | Усього за кар'єру | Усього за кар'єру   | 36    | 3    | 52          | 2           | 2     | 0     | 0              | 0              | 21    | 1    | 111     | 6       |

1. ↑  Матчі(і) в Кубку Серрани
2. ↑  Матч(і) в Прімейра-Лізі
3. ↑  Матч(і) в Кубку Гаушу

## Досягнення
«Уніау Фредерікенсі»
- Кубок Серрана
  -  Володар (1): 2015

«Шапекоенсе»
- Ліга Катаріненсе
  -  Чемпіон (2): 2017, 2020

- Серія B Бразилії
  -  Чемпіон (1): 2020

«Пелотас»
- Кубок Гаушу
  -  Володар (1): 2019

- Суперкубок Гаушу
  -  Володар (1): 2020

«Мальме»
- Аллсвенскан
  -  Чемпіон (2): 2023, 2024

- Кубок Швеції
  -  Володар (1): 2023–24[33]